# Jumencourt
Cet article possède un paronyme, voir Juvancourt.
Jumencourt est une commune française située dans le département de l'Aisne, en région Hauts-de-France.

## Géographie
Bâtie sur la rive droite de l'Ailette, la commune de Jumencourt est située à l'ouest de Laon (33 km), au nord de Soissons (17 km) et au sud de Chauny-Tergnier (20 km).
Elle est composée du hameau de Trébécourt, en direction de Coucy-le-Château-Auffrique sur la D 1500.
Le village est traversé d'est en ouest par la RD 532. L'Oussant est un petit ruisseau, affluent de l'Aillette qui traverse le territoire communal sur une distance de 2 100 mètres.
Sur le territoire de Jumencourt, existe deux ZNIEFF, zones naturelles d'intérêt écologique, faunistique et floristique ; la CORNICHE DE JUMENCOURT À QUINCY BASSE et le BOIS DU MONTHIZEL ET MARAIS DE NOGENT. Il existe également une ZICO, zone d'importance pour la conservation des oiseaux ou zones d'intérêt communautaire pour les oiseaux, située au nord de la commune sur les lieux-dits la Haute Borne et les Remises, nom : le massif de Saint-Gobain, référence : PE05, carte. Description du massif en 1956.
Balade sur l'ancienne voie ferrée Anizy-Coucy, lieu-dit : la Prairie de Jumencourt ; les pâturages aux alentours de Jumencourt sont en bon état de conservation. Près de l'ancienne gare, se trouve une prairie privée en friche. La végétation y est haute et dense, composée de fromental élevé, pâturin commun, du lotier corniculé, d'origan commun, d'achillée millefeuille, de picride fausse-épervière, de séneçon jacobée et de tanaisie commune. À noter, la présence de laîche étoilée et de Gesse des bois. En lisière, on trouve de la fougère aigle.
Les fourrés sont composés de prunellier, de rosier des chiens, de sureau noir, de cornouiller sanguin, de chêne pédonculé. La hauteur moyenne de ces arbustes est de trois à cinq mètres. On trouve également du lierre grimpant et le gaillet gratteron. Les fourrés humides, qui se trouvent dans une mosaïque roselière, sont composés de saules blanc et cendrés, de frênes communs, de peuplier du Canada. On trouve également la laîche des forêts, l'épilobe, la berce commune.
Les milieux fermés sont composés de plantations de peupliers avec le développement d'épilobe hérissé, de reine des prés et de laîche pendante.
Les milieux humides sont composés de fossés, dans lesquels on peut trouver de la petite berle, de l'iris jaune, des cirses des maraîchers et des remarquables lychnis fleurs de coucou. Les roselières sont largement dominées par le roseau commun, l'eupatoire chanvrine, le houblon, le laiteron des marais.
Le lézard des souches et la grenouille rousse sont observables en lisière de boisement. Le grillon champêtre est observable dans les pelouses artificielles.
Les papillons observables sont l'écaille chinée, le petit sylvain dont la présence est liée au chèvrefeuille, le petit mars dont la présence est lié aux saules et peupliers.
Dans les fossés, sont observables le criquet verte-échine et le Cordulégastre annelé. On trouve également des mollusques, tel que le Maillot des mousses, Caragouille élargie ou la limnée commune.
À l'est de Jumencourt, est observable le Criquet des clairières. Au sud de Trébécourt, la prairie humide est favorable au criquet ensanglanté.

### Localisation

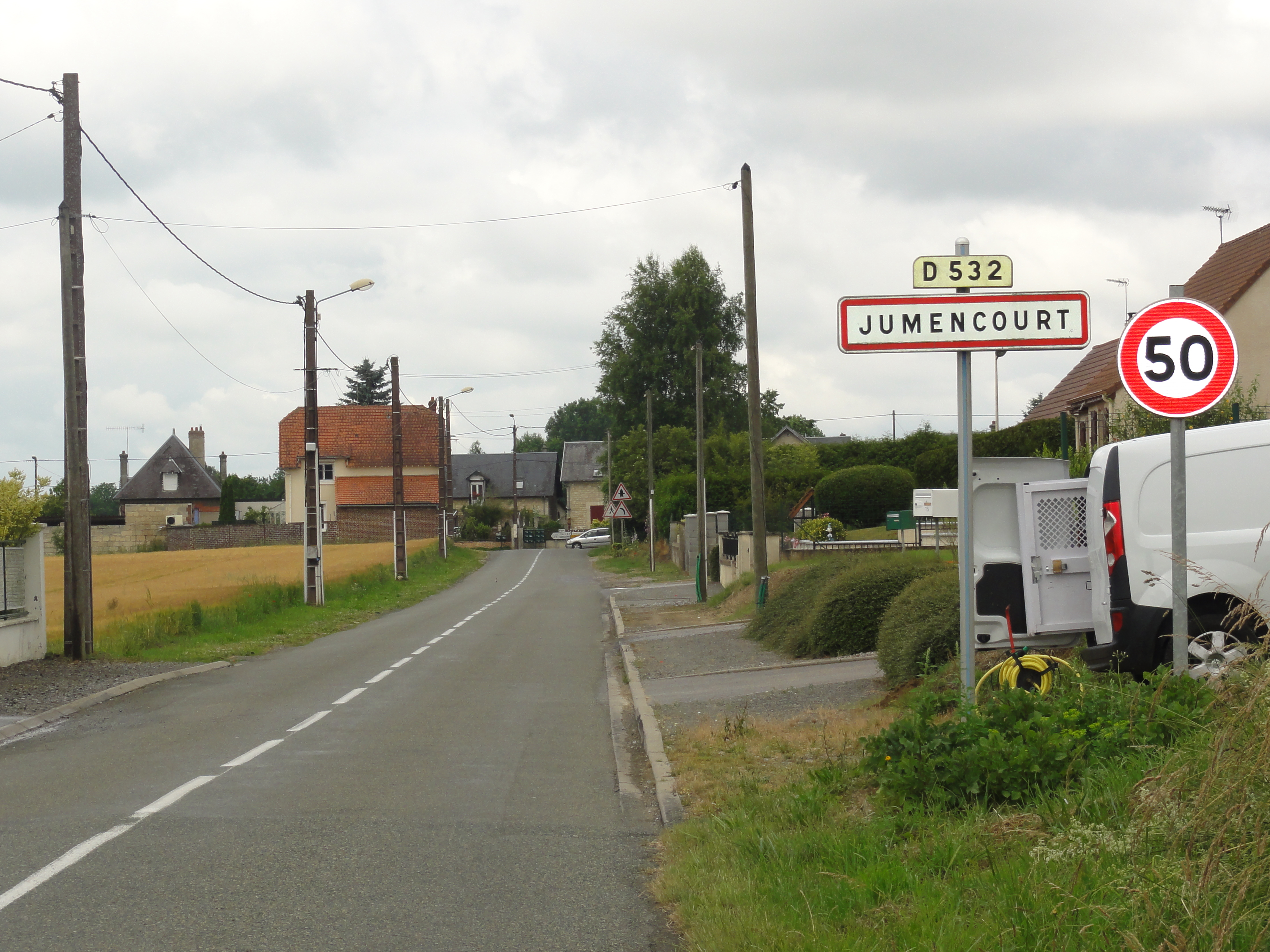
Entrée de Jumencourt.

### Hydrographie
La commune est située dans le bassin Seine-Normandie. Elle est drainée par l'Ailette, le canal de l'Ailette, le cours d'eau 01 de la commune de Jumencourt, le fossé 03 de la commune de Jumencourt et le fossé 06 de la commune de Landricourt,,.
L'Ailette, d'une longueur de 59 km, prend sa source dans la commune de Sainte-Croix et se jette  dans l'Oise (rive gauche) à Quierzy, après avoir traversé 36 communes.

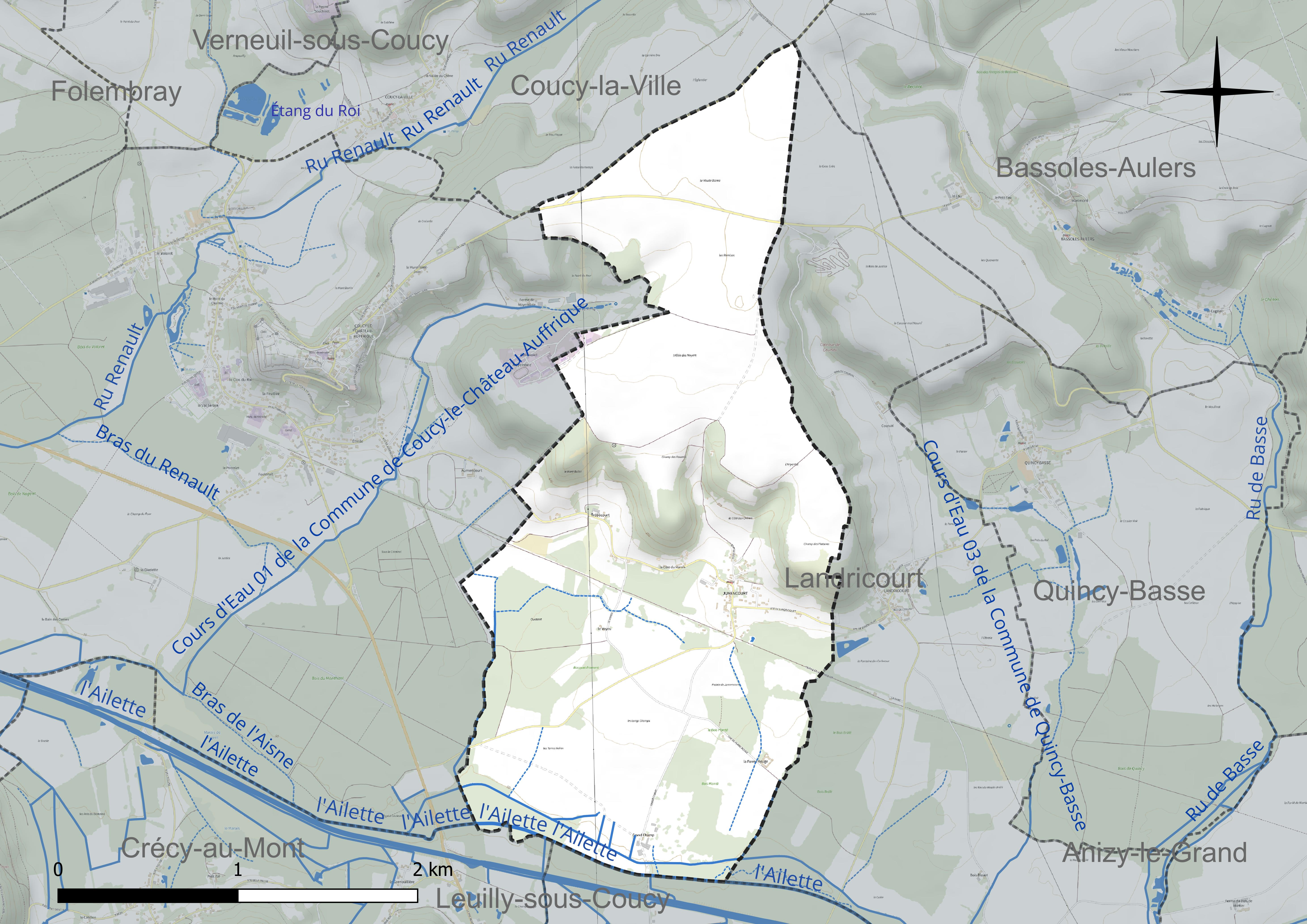
Réseau hydrographique de Jumencourt.

### Climat
Pour des articles plus généraux, voir Climat des Hauts-de-France et Climat de l'Aisne.
En 2010, le climat de la commune est de type climat océanique dégradé des plaines du Centre et du Nord, selon une étude du CNRS s'appuyant sur une série de données couvrant la période 1971-2000. En 2020, Météo-France publie une typologie des climats de la France métropolitaine dans laquelle la commune est exposée à un climat océanique altéré et est dans la région climatique Nord-est du bassin Parisien, caractérisée par un ensoleillement médiocre, une pluviométrie moyenne régulièrement répartie au cours de l'année et un hiver froid (3 °C).
Pour la période 1971-2000, la température annuelle moyenne est de 10,4 °C, avec une amplitude thermique annuelle de 15,1 °C. Le cumul annuel moyen de précipitations est de 733 mm, avec 11,4 jours de précipitations en janvier et 8,9 jours en juillet. Pour la période 1991-2020, la température moyenne annuelle observée sur la station météorologique la plus proche, située sur la commune de Chauny à 15 km à vol d'oiseau, est de 11,1 °C et le cumul annuel moyen de précipitations est de 709,9 mm,. Pour l'avenir, les paramètres climatiques de la commune estimés pour 2050 selon différents scénarios d'émission de gaz à effet de serre sont consultables sur un site dédié publié par Météo-France en novembre 2022.

## Urbanisme

### Typologie
Au 1er janvier 2024, Jumencourt est catégorisée commune rurale à habitat dispersé, selon la nouvelle grille communale de densité à 7 niveaux définie par l'Insee en 2022.
Elle est située hors unité urbaine. Par ailleurs la commune fait partie de l'aire d'attraction de Soissons, dont elle est une commune de la couronne,. Cette aire, qui regroupe 92 communes, est catégorisée dans les aires de 50 000 à moins de 200 000 habitants,.

### Occupation des sols
L'occupation des sols de la commune, telle qu'elle ressort de la base de données européenne d'occupation biophysique des sols Corine Land Cover (CLC), est marquée par l'importance des territoires agricoles (74,2 % en 2018), une proportion sensiblement équivalente à celle de 1990 (74,7 %). La répartition détaillée en 2018 est la suivante : 
terres arables (54,4 %), forêts (21,4 %), zones agricoles hétérogènes (15,6 %), zones urbanisées (4,5 %), prairies (4,1 %).
L'évolution de l'occupation des sols de la commune et de ses infrastructures peut être observée sur les différentes représentations cartographiques du territoire : la carte de Cassini (XVIIIe siècle), la carte d'état-major (1820-1866) et les cartes ou photos aériennes de l'IGN pour la période actuelle (1950 à aujourd'hui).

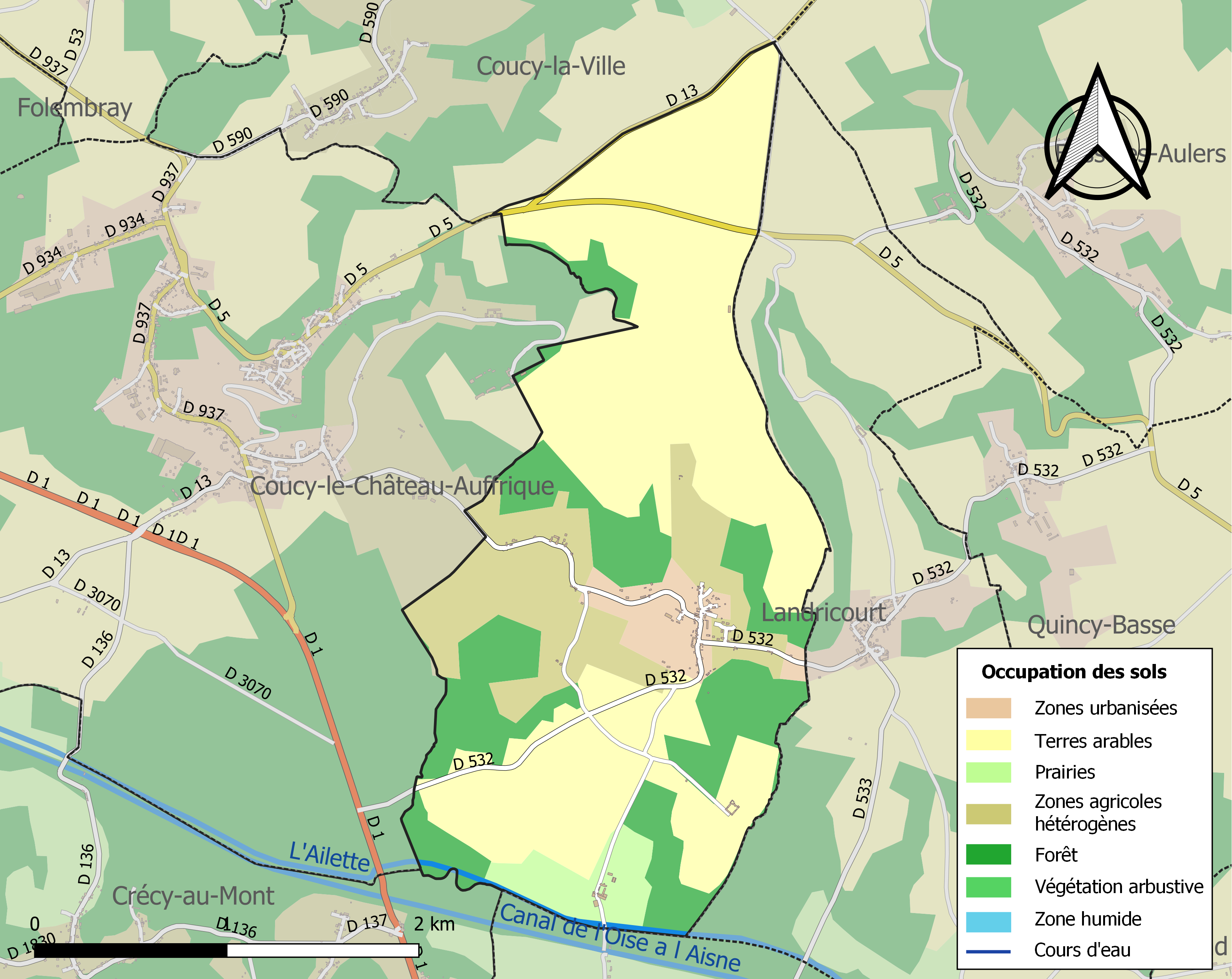
Carte de l'occupation des sols de la commune en 2018 (CLC).

## Toponymie
Le nom de la localité est attesté sous les formes Injamarcourt (1132) ; Jumacourt (1451).

## Histoire
Des fossiles de reptiles et de mammifères ont été découverts datant du Lutétien,,,,,,,.
En 1132, Jumencourt était appelé « Injamarcourt »,. Nom dont l'origine date de l'époque « barbare ».
Au XIVe siècle, Jumencourt dépendait du grenier à sel de la châtellenie de Coucy. Il a été aboli le 12 décembre 1415 et rétabli en 1442.
1556, la coutume du Vermandois.
1630, la coutume de Coucy,.
En 1668, la peste de Reims.
Avant le Révolution, Jumencourt dépendait de Landricourt, registre des actes antérieurs à 1790.
En 1790 a été créée la commune de « Jumencourt, Trébécourt et Grand Champ », appartenant au canton de Coucy-le-Château. Avant cette date le village était considéré comme un hameau détaché de la paroisse de Landricourt. La seigneurie de Jumencourt relevait de celle de Coucy, elle passa à la famille d'Orléans en même temps que celle de Coucy. « Au hameau de Jumencourt existait un fief qui comprenait une maison seigneuriale avec chapelle… » des vignes, des terres, des bois, deux maisons soit un domaine de 620 hectares.
Il y avait deux autres fiefs démembrés, en 1792, de la seigneurie de Montheaumery (Moyembrie)  dont le fief Treslecat, et un autre à Trébécourt.

### Seigneurs de Jumencourt[43]
1185. Gautier, châtelain de Péronne, seigneur de Bray-sur-Somme, Jumencourt, Fresne, Barizis, etc. ; enfants : Jean, châtelain de Péronne ; Lupart.
1378. Gautier de Gomiecourt, seigneur de Gonnelieu et de Jumencourt, qui épousa Alix de Croisilles, avec laquelle il fonda, à Arras, la Chapelle des 11000 Vierges.
1525. Jean de Gonnelieu,,,,.
1591. Antoine de Gonnelieu,, premier écuyer de la grande écurie du Roi, marié à Charlotte de Bossebec, assassine Pierre Duprat,,, puis fut assassiné par Guillaume Duprat, frère.
1611. René de Gonnelieu,.
1614. Léonor de Gonnelieu.

### Seigneur du Hamel et autres
1270. Jean du Hamel, seigneur de Fresnes, Jumencourt et Barisis ; enfants : Colard, Jean.
1406. Jean Tavernier, seigneur de Jumencourt.
1465. Gilles du Hamel, sieur de Bellenglise, Fresnes, Jumencourt, Baisery (Barisis), Lignières, Elincourt épousa Marie de Caix,.
1527. Jacques de Pas ou de Paroque, seigneur de Feuquières et Jumencourt. Le 17 janvier 1533, vente de Jumencourt.
1556. Nicolas de Gouvelieu,,.
1679. Alexandre de Créqui, chevalier, comte de Bernioule, seigneur dudit. En 1887, la cloche de l'église de Bassoles-Aulers, datant de 1613, ayant pour inscription "Haute et puissante dame de Créquy, veuve de feu messire Josias de Bouchavanne, chevalier seigneur dudict lieu, Quincy, Courson, Le Faulx, baron de Ressons-sur-le-Matz et dame de Jumencourt et autres lieux".
Vers 1700. François des Essarts de Lignières ; abbé de Vermand. Il vendit Jumencourt à
1717. Guillaume Pinet, sieur des Fourneaux, qui le revendit à
1735. Pierre Alexis DUBOIS ou Du Bois (1690-1764), chevalier, vicomte d'Anizy et de Courval, seigneur de Pinon, de la Cour d'Allemant, de Moyembrie, Landricourt, Jumencourt, Houssent, Craone, deTrosly en partie et du Plessier. En 1751, Jean Tribalet procureur du roi en la police de Coucy. Le 15 octobre 1795, naissance de son fils aîné.

### Seigneurs connus du fief Treslecat[43]
1556. Loys Trelescat, seigneur dudit,,.
1660. Jean Trescat, seigneur dudit.
1670. Louis Trescat, seigneur dudit.
Vers 1695. Pierre Floureau.
1701. Charles Carlier, avocat au parlement de Paris.
1705. Jacques Treslecat, marchand à Coucy.
1711. Jacques Treslecat, son fils.
1828, 250 habitants à Jumencourt.
Le 3 novembre 1834, le gendarme Dupire de Coucy-le-Château arrête le nommé Picard.
1838, vente des archives de M. le Baron de Joursanvault, un liasse de titres datant de 1499, vente d'une pièce de terre datant de 1489.
Le 24 février 1840, vente de documents concernant la seigneurie de Jumencourt.
Le 6 mai 1854, décret déclarant d'utilité publique le dessèchement des marais de la Basse-Ailette, formant la troisième section des marais méridionaux de Laonnois.
Septembre 1857, secours aux communes pour maisons d'écoles, 1500 fr. pour Jumencourt
En 1865, "Village de l'ancien Lannois, bâti sur la rive droite de l'Ailette, à 30 km à l'ouest de Laon, autrefois bailliage de Coucy, élection du diocèse de Soissons, aujourd'hui du canton de Coucy, arrondissement de Laon, même diocèse. - Population : 1760, 51 feux ; 1800, 273 h. 1836, 325 h. ; 1856, 296 h. ; 1861, 370 h. - Dépendances : Trébécourt, le fond de la Carrière (hameau), Grandchamp, l'Argentelle (fermes), le clos Saint-Martin, le Voyeu (maisons isolées)".
1866, session du conseil général du département de l'Aisne, chemins de fer d'intérêt local sur le chemin de Chauny à Anizy-le-Château, observations particulières,.
1867, session du conseil général du département de l'Aisne, direction plus économique, proposé par le service vicinal, de la ligne de Chauny à Anizy-le-Château, étudiée en 1863 par le service des ponts-et-chaussées. Cette étude, destinée à desservir l'importante verrerie de Folembray et les fabriques de sucre des Michettes, de la Feuillée et de Quincy...
1869, session du conseil général du département de l'Aisne, exonération de toute participation aux dépenses du chemin no 60 à Jumencourt, chemin de grande communication.
Janvier, rapport de M. Carrette sur le chemin de fer d'intérêt commun.
1871, session du conseil général du département de l'Aisne, rapport de l'ingénieur en chef sur le chemin de fer,.
Août 1873, session du conseil général du département de l'Aisne, répartition de la subvention aux bureaux de bienfaisance, 55 fr. pour Jumencourt.
1874, Jumencourt compte 238 habitants.
Le 26 octobre 1874, session du conseil général du département de l'Aisne, demande de bourse pour l'enseignement spécial, au collège de Laon au jeune Prinet, Gustave-Sosthène-Émile.
Le 24 décembre, la commission départementale attribue une bourse au jeune Prinet, dont le père est instituteur à Jumencourt,.
Le 25 août 1876, séance du conseil général du département de l'Aisne, bourse départementale de M. Prinet, instituteur à Jumencourt.
Le 30 août, séance du conseil général du département de l'Aisne, pour l'emplacement de la station de Landricourt.
Le 24 décembre 1877, session du conseil général du département de l'Aisne, demande de bourse du jeune Prinet.
Avril 1879, rapport de M. le préfet et délibération du conseil général, école de Jumencourt.
Avril 1880, déplacement de la gare de Landricourt,.
Juillet, M. Frémeaux, instituteur à Jumencourt.
Décembre, M. Frémeaux, instituteur à Jumencourt.
Janvier 1883, école mixte de Jumencourt — directeur : M. Frémeaux. Mention honorable.
le 29 août, arrêt de la Cour de cassation : les avances, faites à la société de dessèchement de la Basse-Ailette par les propriétaires n'ont pas le caractère d'emprunts sociaux passibles de la taxe sur le revenu.
En 1887, on chantait jadis sur le ton de l'hymne de Saint-Jean : Landricourt, Jumencourt, Quincy et Nogent Aubers, Bassolles, Leuilly Pont-Saint-Mard et Guny...
Janvier, M. Frémeaux, instituteur à Jumencourt.
Le 29 mai, la commune de Jumencourt verse 15 francs pour la fondation d'un établissement pour le traitement de la rage.
Le 29 décembre 1892, table alphabétique des noms de villes contenues dans les itinéraires, publiée par Véloce-sport.
Le 23 novembre 1894, recours du sieur Couverchel contre un arrêté du cons. de préf. de l'Aisne, dégradations extraordinaires des chemins vicinaux par le transport de farine.
Le 16 septembre 1895, de Paris à Laon 157 km.
1888, recensement en 1886 : 194 h., recensement en 1881 : 258 h.
1899, pour éviter la grande côte de Coucy, passer par Quincy-Basse, Landricourt et Jumencourt.
1900, Guide national et catholique du voyageur en France.
Le 12 janvier, vente aux enchères de la belle ferme de la Feuillée le samedi 27 janvier 1900.
Le 6 août 1903, cyclisme, Paris - Laon du 9 août.
Le 12 août, M. Alfred Lamy, contremaître à la société sucrière d'Anizy à Jumencourt a reçu la médaille d'honneur des ouvriers et des employés.
1905, Dairain, Charles François, né le 9 mars 1885 à Jumencourt (Aisne), classe 1905, matricule no 1364, Bureau de recrutement d'Abbeville.
Jumencourt ne dispose pas de ministre du culte.
Le 7 juillet, décès d'Eugène Blanchart.
Le 21 janvier 1907, dépouillement des manuscrits de la collection Michel sur la Picardie,.
Le 12 août 1910, la commune de Jumencourt est sinistrée par les inondations de 1910.
Le 17 février 1911, M. d'Herbe promu officier du Mérite agricole,.
Le 3 août, le surplus des biens ayant appartenu à la fabrique de l'église de Landricourt et actuellement sous séquestre est attribué à raison de 29 % à Jumencourt.
En 1912, Jumencourt fait partie du Laonnois.
Le 17 mars 1912, refus de toutes permissions pour se rendre à Jumencourt, pour cause d'épidémies.
Le 19 avril 1913, B.G. - L.L. ont payé leur abonnement au "Journal des finances".
Le 15 juillet 1914, M. Octave Geoifroy de Jumencourt, 23927 lauréat du concours des sept merveilles du monde gagne un stylographe de la maison "Mabie Todd and C°".

### La grande Guerre
À la fin de la Première Guerre mondiale, le village a été intégralement détruit. Il restait 113 habitants

#### 1914
Le premier septembre, l'odyssée d'un régiment d'infanterie, 148e RI et 45e RI.
Le 14 novembre, M. Guilin Marcel, prisonnier civil, interné en Allemagne.
MITRAILLEUSE A.E., Saint Étienne Modèle 1907, PLATEAU A PROXIMITÉ DE COUCY-LE-CHATEAU. JUMENCOURT.

#### 1915
Le 18 juillet, La recherche des disparus, Blanchard, Jules Saint-Vital (Savoie).

#### 1917
Le 12 février, annexe no 663, VIe Armée, la rivière constitue un sérieux obstacle naturel, 2 km de quai de gare construit à Jumencourt.
En mars, le 57e bataillon de chasseurs à pieds occupe le secteur de Jumencourt,
Le 21 mars, offensive allemande,.
Le 27 mars, un mouvement de repli se produit chez l'adversaire au nord de l'Ailette et permet à la gauche française d'occuper Jumencourt, Landricourt et Courson; comptes rendus 630/3 du 28 mars et 646/3 du 29 mars du 37e corps d'armée.
Le 9 avril, au sud de l'Oise : l'artillerie ennemie a plus tiré que les jours précédents notamment sur la région de l'orme de Barisis, Jumencourt et Béthancourt.
Le 16 avril, 4e batterie du 2e régiment d'artillerie coloniale est présent dans le bois de Jumencourt, M. Thibaudeau,,.
Le 21 avril, au matin, les reconnaissances de position commencent immédiatement, le groupe est en batterie dans la région Jumencourt Trébécourt.
Le 4 mai, cette batterie, placée dans la carrière de Jumencourt, subit un tir violent de destruction par obus de 150
Le 12 mai, le premier groupe du 270e régiment d'artillerie de campagne (commandant Barberon) passe sur l'autre rive de l'ailette, dans la région de Jumencourt avec la 62e division, qui forme avec la 81e division le 37e corps d'armée.
Le 4 juin, sur prescription du général Franchet d'Espèrey, rapprochement de la IIIe et de la  VIe Armée au cimetière de Landricourt et vers la halte de Jumencourt.
le 14 juin, dans la zone de la IIIe armée Jumencourt, Coucy-le-Château, Folembray...
Le 17 juin, M. Favelin André Robert, morts pour la France à Jumencourt.
Le 22 août, les batteries du 54e RAC occupent leurs positions situées sur les pentes sud du plateau de Jumencourt.
Le 28 septembre, annexe no 1132, VIe Armée, plan d'action de l'artillerie lourde d'action, un canon de 155 G.P.F. et 8 pièces de 16.
En octobre, bataille de la Malmaison, 9e batterie mobile de la 6e armée occupe des positions près de Jumencourt,.
Le 20 novembre, le 32e RAC prend position près de Jumencourt.

#### 1918
Le 1er avril, Les guetteurs remarquent des allées et venues inaccoutumés d'Allemands vers le saillant Fox, la ferme d'Argentel et Jumencourt.
Le 8 avril, action d'artillerie au sud de Jumencourt.
Le 30 mai, annexe no 803, VIe armée, 241e D. au sud de Jumencourt.
Le 24 août, limite entre 7e et 30e C. A. —...pont sur l'Ailette de la grande route de Chauny, puis Jumencourt, Quincy-Basse (ces points au 30e C. A.).
Le 2 septembre, le 4e escadron du 24e régiment de dragon se trouve dans le secteur d'attaque de Jumencourt.
Le 4 septembre, l'armée Mangin atteint les abords de Jumencourt,,,,,, les Français sont à Coucy. M. Tarit René Eugène, M. Tessier Gabriel Lucien, morts pour la France à Jumencourt. M. Loncan Gabriel Aristide René, grièvement blessé à Jumencourt.
Le 5 septembre, l'armée Mangin se place sur la ligne Chauny-Laon à Jumencourt,,,,,,,,,,,,,,,,,,. Présence du 56e RAC. Présence du 81e RI.
Le 6 septembre, progression à l'est vers le village de Jumencourt.
Le 7 septembre, M. Delville Alphonse Joseph Ernest, mort pour la France à Jumencourt. Présence du 2e escadron du premier régiment de hussard.
Le 14 septembre, M. Auzolle Jules Hippolyte Victor, M.Langlet Joseph Edgard Jacques, M. Bellanger Léon Auguste, morts pour la France à Jumencourt.
Le 15 septembre, M. Lahitte Joseph, morts pour la France à Jumencourt.
Le 16 septembre, M. Perrissin Rémy, mort au combat.
Le 11 avril 1919, Jumencourt fait partie de la liste des communes où l'indemnité sera provisoirement attribuée au taux le plus faible.
Le 4 août, avis aux entrepreneurs pour soumissions de travaux, 5e marché consistant en l'érection de maison provisoires.
Le 13 avril 1920, application de la loi du 30 mars 1919, 2e échelon pour Jumencourt.
Le 27 juillet, application de la loi du 30 mars 1919, 2e échelon pour Jumencourt.
Le 20 octobre, Jumencourt citée à l'ordre de l'armée,.
Le 10 mai 1921, accident mortel sur le passage à niveau,,,,.
Le 5 juin, création d'une section de l'UNC.
Le 30 juillet, application de la loi du 30 mars 1919, qui a ouvert aux différents départements ministériels des crédits en vue de l'attribution d'indemnités spéciales aux fonctionnaires des régions dévastées, et des décrets des 29 mars, 5 juin et 20 novembre 1920, qui fixent les taux et conditions d'attribution desdites indemnités : Jumencourt 20 %.
Le 1er septembre, description de l'itinéraire routier Paris-Laon, passant par Jumencourt.
Septembre, demande de bourse Lucien Vaillant.
Le 12 juin 1922, Mme Maillard Angèle reçoit la médaille des victimes de l'invasion, contrainte au travail.
Le 5 août, BUREAU DE L'ÉTAT CIVIL MILITAIRE DE CHAUNY (AISNE) Jumencourt carrière du point du jour, Alliance gravée N. H. M. L. C. 6 mars 1913
Le 19 juillet 1923, par arrêté en date du 12 juin, Jumencourt dépend de la 1re commission,.
Le 22 juillet, application de la loi du 30 mars 1919 : Jumencourt 15%.
Le 2 février 1924, application de la loi du 30 mars 1919 : Jumencourt 15%.
Le 19 avril, avis de convocation au siège des commissions cantonales pour voir statuer sur leur demande d'indemnité de dommage de guerre, succession de Regard-Iliverlet.
Le 22 juillet 1925, application de la loi du 30 mars 1919 : Jumencourt 10 %.
Le 13 août, Mme Laborde Mathilde chute place d'Italie.
Le 13 juillet 1927, Mme Vigny Marcelle de Jumencourt, lauréate du concours des jeux de patience.
1928, requête présentée par le sieur Ricci, pour réduction de la contribution foncière,.
Le 22 janvier 1931, M. Carbonneaux Henri poignarde M. Lombard Étienne.
Le 19 avril, Circuit des cantons du Soissonnais, 160 km à vélo.
Le 24 décembre, déclaration de faillite : Vigny (veuve), boissons.
Mars-avril 1932, les lavabos-vestiaires de l'école de Jumencourt.
Le 9 juin 1934, caisse fraternelle de capitalisation, Mme Flavigny, titre de 5 000 fr,.
Le 17 février 1935, vente aux enchères de parcelle de peupleraie le 13 mars.
Le 12 mai 1936, session du conseil général du département de l'Aisne, cheminement de l'autobus Chauny-Laon et maintien des trains de voyageurs sur la voie ferrée Anizy-Chauny, par automotrice légère.
Le 26 mai, incendie d'une pépinière le long de la voie ferrée.
1937, livret-guide officiel, Chemin de fer du Nord
Le 26 octobre 1937, session du conseil général du département de l'Aisne, largeur et limites du chemin d'intérêt commun no 3.

### Seconde Guerre mondiale

#### La drôle de guerre 1939-1940
Le 3 février 1939, 57e liste pour la grande souscription pour le développement du « Populaire ».

#### 1940-1945
Le 5 mai 1942, dissolution du conseil municipal,.
Le 22 juin 1942, modification des délégations spéciales.

## Politique et administration

### Découpage territorial
La commune de Jumencourt est membre de la communauté de communes Picardie des Châteaux, un établissement public de coopération intercommunale (EPCI) à fiscalité propre créé le 1er janvier 2017, issue de la fusion de la communauté de communes des Vallons d'Anizy et de la communauté de communes du Val de l'Ailette. Son siège est à Pinon. Ce dernier est par ailleurs membre d'autres groupements intercommunaux.
Sur le plan administratif, elle est rattachée à l'arrondissement de Laon, au département de l'Aisne et à la région Hauts-de-France. Sur le plan électoral, elle dépend du  canton de Vic-sur-Aisne pour l'élection des conseillers départementaux, depuis le redécoupage cantonal de 2014 entré en vigueur en 2015, et de la quatrième circonscription de l'Aisne  pour les élections législatives, depuis le dernier découpage électoral de 2010.

### Administration municipale
| Période                                  | Période                   | Identité         | Étiquette | Qualité |
| ---------------------------------------- | ------------------------- | ---------------- | --------- | ------- |
| Les données manquantes sont à compléter. |                           |                  |           |         |
| 1917                                     | 1924                      | Alfred Potet     |           |         |
| 1945                                     | 1952                      | M. D'herbe       |           |         |
| 1952                                     | 1966                      | André Martin     |           |         |
| 1966                                     | 1969                      | Albert Réné      |           |         |
| 1969                                     | 1971                      | Jacques Martin   |           |         |
| 1971                                     | 1973                      | Maurice Réné     |           |         |
| 1973                                     | 1980                      | M. Le Fol        |           |         |
| 1980                                     | 1987                      | Madame Georgelin |           |         |
| 1987                                     | mars 2001                 | Albert Freitas   |           |         |
| mars 2001                                | mai 2020                  | Jacques Martin   | DVD       |         |
| mai 2020                                 | En cours (au 23 mai 2020) | Rodrigue Marouzé |           |         |

## Démographie
L'évolution du nombre d'habitants est connue à travers les recensements de la population effectués dans la commune depuis 1793. Pour les communes de moins de 10 000 habitants, une enquête de recensement portant sur toute la population est réalisée tous les cinq ans, les populations de référence des années intermédiaires étant quant à elles estimées par interpolation ou extrapolation. Pour la commune, le premier recensement exhaustif entrant dans le cadre du nouveau dispositif a été réalisé en 2007.

En 2022, la commune comptait 126 habitants, en évolution de −16 % par rapport à 2016 (Aisne : −1,97 %, France hors Mayotte : +2,11 %).
| 1793 | 1800 | 1806 | 1821 | 1831 | 1836 | 1841 | 1846 | 1851 |
| ---- | ---- | ---- | ---- | ---- | ---- | ---- | ---- | ---- |
| 223  | 261  | 236  | 274  | 348  | 325  | 313  | 322  | 291  |

| 1856 | 1861 | 1866 | 1872 | 1876 | 1881 | 1886 | 1891 | 1896 |
| ---- | ---- | ---- | ---- | ---- | ---- | ---- | ---- | ---- |
| 296  | 307  | 285  | 238  | 251  | 258  | 194  | 200  | 172  |

| 1901 | 1906 | 1911 | 1921 | 1926 | 1931 | 1936 | 1946 | 1954 |
| ---- | ---- | ---- | ---- | ---- | ---- | ---- | ---- | ---- |
| 182  | 169  | 167  | 113  | 150  | 125  | 112  | 101  | 118  |

| 1962 | 1968 | 1975 | 1982 | 1990 | 1999 | 2006 | 2007 | 2012 |
| ---- | ---- | ---- | ---- | ---- | ---- | ---- | ---- | ---- |
| 108  | 109  | 98   | 94   | 111  | 119  | 149  | 153  | 154  |

| 2017 | 2022 | - | - | - | - | - | - | - |
| ---- | ---- | - | - | - | - | - | - | - |
| 146  | 126  | - | - | - | - | - | - | - |

## Culture locale et patrimoine

### Lieux et monuments
Jumencourt n'a pas d'église, ; l'église de Landricourt est à 1 km.

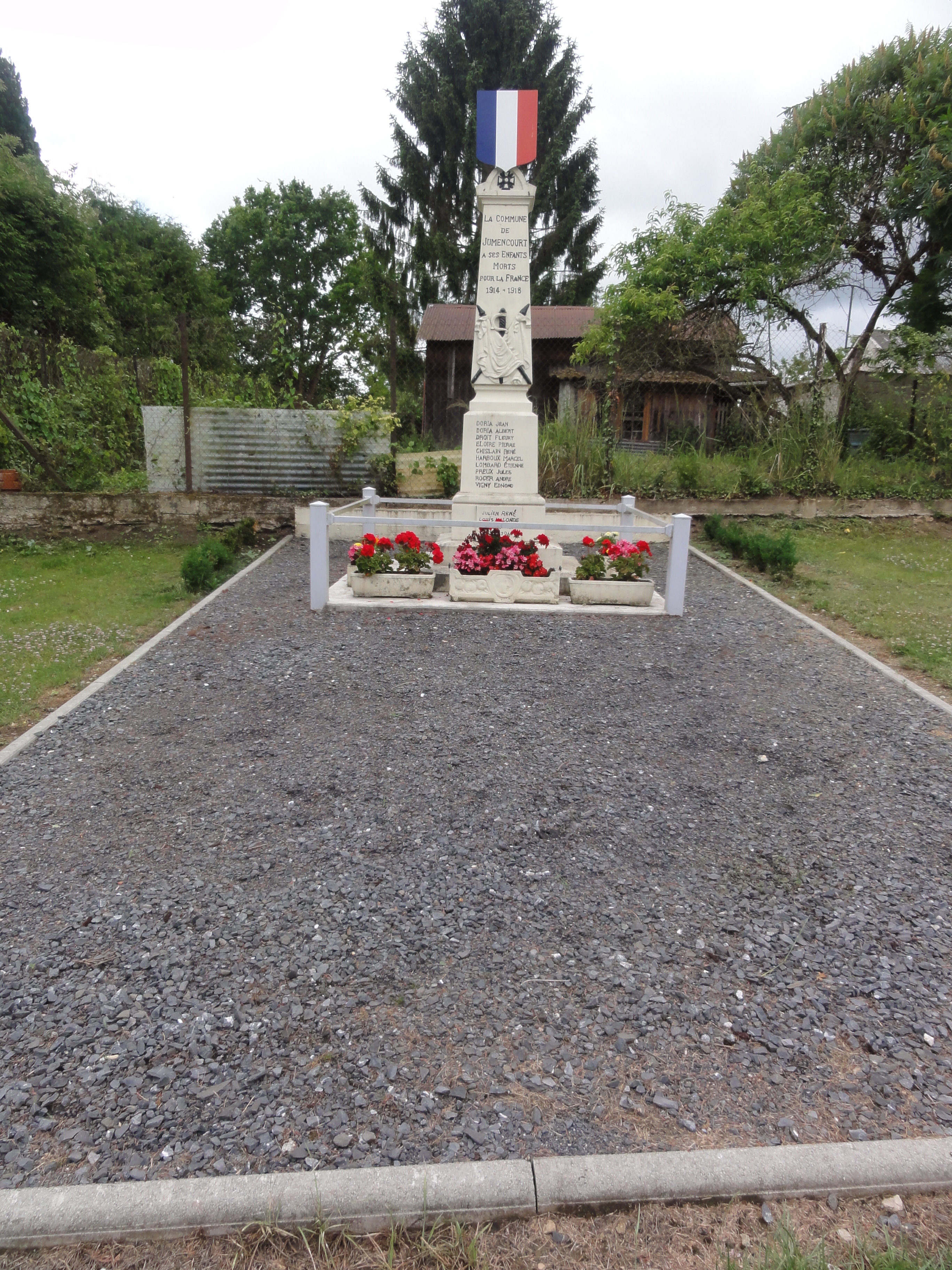
Monument aux morts.
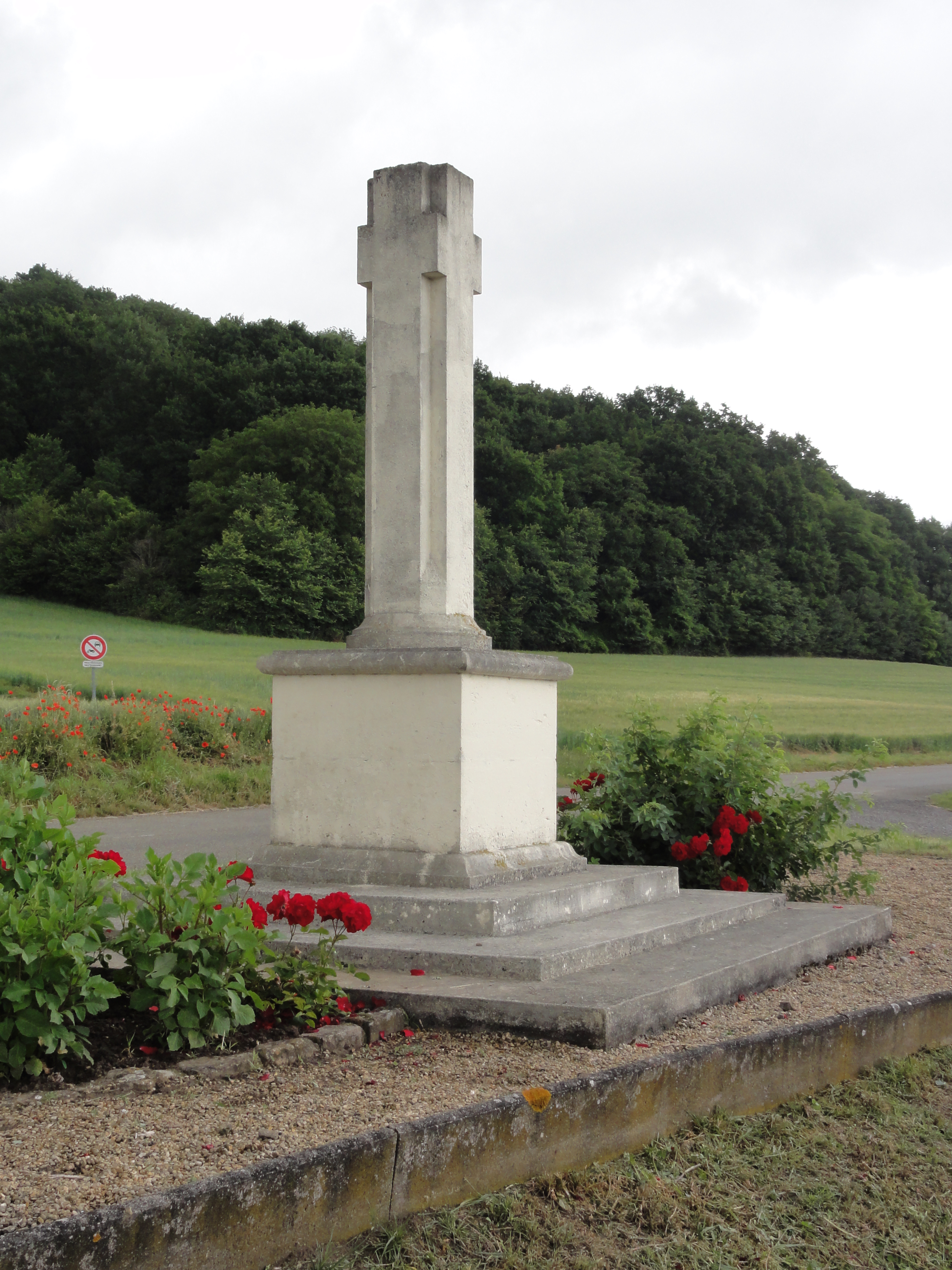
Croix de chemin.
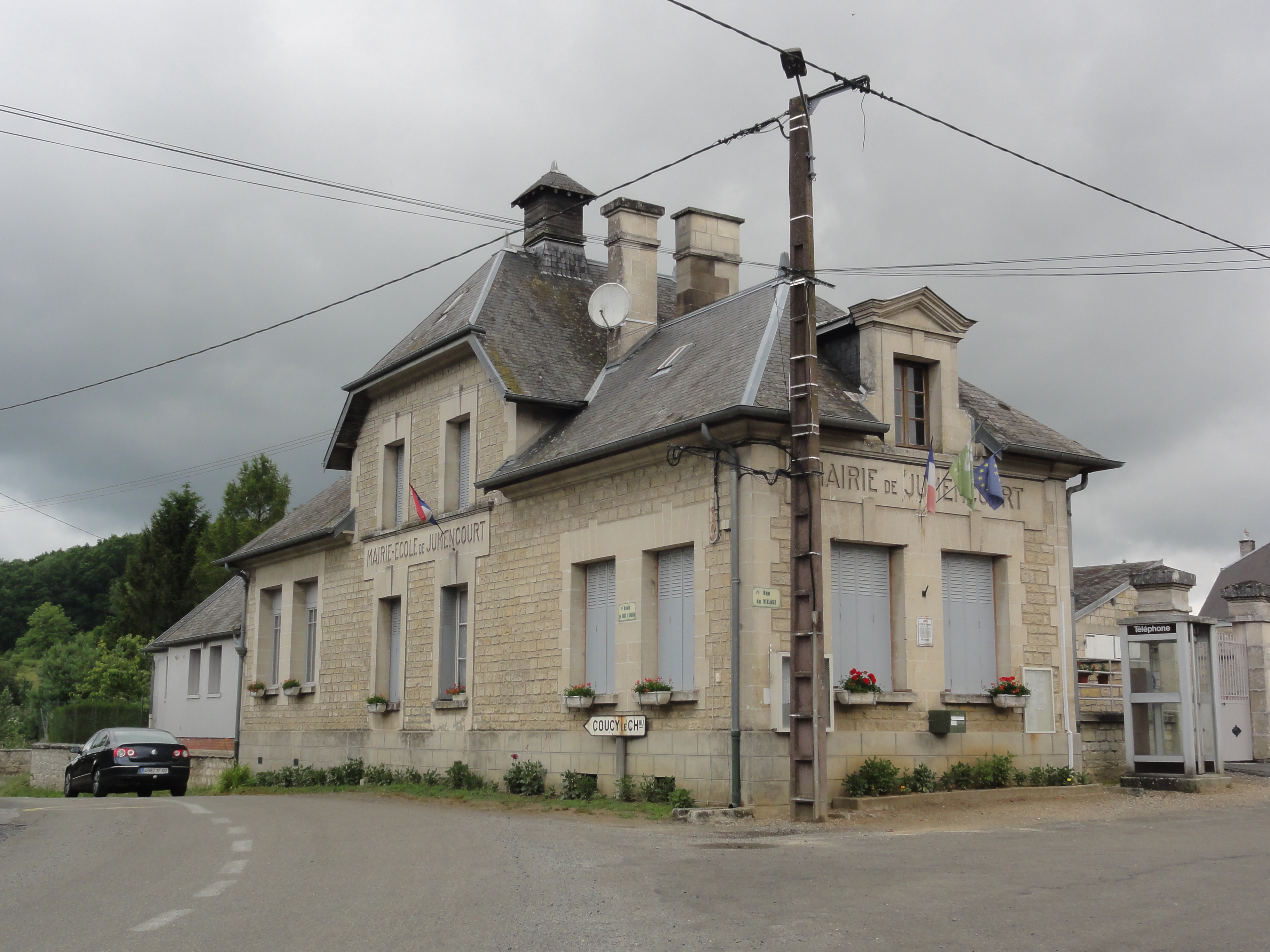
Mairie-école 2015.

- Monument aux morts.
- Croix de chemin.
- Mairie-école 2015.

### Personnalités liées à la commune
Michel Arrighi, cascadeur. Incroyable mais vrai - Émission du 18 octobre 1981 à la 23e minute.

### Héraldique
| Blason de Jumencourt | Blason  | Parti : au 1er d'argent à deux fasces ondées d'azur, celle en pointe plus petite, au 2e de sinople à un bouquet de trois épis de blé tigés et feuillés d'or et liés de gueules ; le tout sommé d'un chef d'azur à la bande d'argent côtoyée de deux doubles cotices potencées et contre-potencées d'or. |
| Blason de Jumencourt | Détails | Le chef vient du blason du département de l'Aisne. Le champ de sinople et le blé évoquent l'agriculture et les ondes l'Ailette et l'Oussent, son affluent, qui arrosent la commune. Création de Jean-François Binon adoptée en novembre 2020.                                                           |